# Drumettaz-Clarafond
Drumettaz-Clarafond – miejscowość i gmina we Francji, w regionie Owernia-Rodan-Alpy, w departamencie Sabaudia.
Według danych na rok 1990 gminę zamieszkiwały 1712 osoby, a gęstość zaludnienia wynosiła 150 osób/km² (wśród 2880 gmin regionu Rodan-Alpy Drumettaz-Clarafond plasuje się na 503. miejscu pod względem liczby ludności, natomiast pod względem powierzchni na miejscu 1019.).